# Flugplatz Unterschüpf

i7
i11
i13
Der Flugplatz Unterschüpf (ICAO-Code: EDGU) ist ein kleiner Flugplatz im Boxberger Stadtteil Unterschüpf in Baden-Württemberg.

## Nutzung
Er wird hauptsächlich von Motorflugzeugen angeflogen. Der ortsansässige Luftsportverein Bauland hat dort mehrere Flugzeuge stationiert. Über den Luftsportverein Bauland besteht die Möglichkeit eine Ausbildung zum Privatpilot (PPL-A) zu absolvieren. Daneben werden auf dem Flugplatz regelmäßig Fallschirmsprünge durch eine Fallschirmschule durchgeführt.